# Кручица (острво)
}
 Кручица је мало ненасељено острво у хрватском делу Јадранског мора.
Налази се југозападно од острва Чешвиница и западно од Ластово од којег је удаљен око 2 км. Површина острва износи 0,474 км². Дужина обалске линије је 3,21 км.. Највиши врх на острву је висок 69 метара.